# Käte Jaenicke
Käte Jaenicke, manchmal im Filmabspann auch als Käthe Jaenicke gelistet, (* 22. März 1923 in Danzig; † 1. November 2002 in München) war eine deutsche Theater- und Filmschauspielerin.

## Leben
Die gebürtige Danzigerin hatte mit 18 Jahren Schauspielunterricht erhalten und wenig später (noch 1941) erste kleinere Auftritte am Theater in Gießen absolviert. Mit Beginn der 1950er Jahre wurde Fritz Rémond der wichtigste Förderer Käte Jaenickes, an dessen Frankfurter Kleinem Theater am Zoo (heute Fritz Rémond Theater) sie auftrat. Später spielte Käte Jaenicke auch in Berlin (u. a. am Theater am Kurfürstendamm, am Hebbel-Theater sowie ab 1964 zusammen mit Joachim Kemmer und Dieter Kursawe im Kabarett-Ensemble Die Wühlmäuse) und arbeitete mit Theatergrößen wie Erwin Piscator und Rudolf Noelte zusammen. Außerdem sah man sie am Renaissance-Theater und am Nationaltheater Mannheim.
Einem größeren Publikum bekannt wurde die blonde, oft als Küchenhilfe oder Dienstbotin agierende und teilweise mit ostpreußischem Dialekt sprechende Mimin als Faktotum Lenchen in der Fernsehserie Alle meine Tiere. In der Fernsehserie der 1960er Jahre Die Firma Hesselbach war sie in einigen Folgen als Sekretärin Fräulein Sauerberg zu sehen. Den Spitznamen „Das Suppenhuhn“ erhielt sie aus der Serie Kleinstadtbahnhof/Neues vom Kleinstadtbahnhof, und dieser sollte sie auch weiterhin begleiten.
Im Kino spielte Käte Jaenicke zuerst in dem 1959 entstandenen Streifen Der letzte Fußgänger (mit Heinz Erhardt) und später auch in Willy, der Privatdetektiv. Hauptsächlich wurde Käte Jaenicke auf der Leinwand als Nebendarstellerin beschäftigt. Doch als Mutter Truczinski in der Blechtrommel-Verfilmung (1979 von Volker Schlöndorff) war sie ebenfalls erfolgreich. 1984 spielte sie in dem von Antonio Skármeta gedrehten Film Abschied in Berlin zusammen mit ihrer Tochter Anja Jaenicke und verkörperte eine chilenische Großmutter.
Außerdem war sie eine gefragte Hörspielsprecherin (143 Rollen in den Jahren 1950–1996).

### Synchrontätigkeit
Als Synchronsprecherin lieh sie u. a. Carol Burnett (Wer hat in meinem Bett geschlafen?), Angela Lansbury (Die Welt der Jean Harlow), Edie Adams (Ein Pyjama für zwei), Glynis Johns (Mary Poppins), Elsa Lanchester (Seemann, ahoi!), Patricia Hitchcock (Psycho) und Giulietta Masina ihre Stimme.

### Kinderbuchautorin
Neben ihrer Schauspielkarriere verfasste Käte Jaenicke auch ein Kinderbuch (Kleines Mädchen zu verleihen, Dressler 1971). Der Roman schildert die sozialen und kulturellen Unterschiede zwischen den Bewohnern eines Mietshauses. Dabei werden zeittypische Konflikte der bundesdeutschen Gesellschaft wie der Umgang mit Gastarbeitern oder langhaarigen Studenten beleuchtet.
Kurt Vethake adaptierte die Geschichte als Hörspiel und Monica Teuber 1980 als Kinofilm.

### Privat
Aus einer Beziehung mit dem Schriftsteller Aras Ören ging die Tochter Anja Jaenicke (* 9. Oktober 1963 in Berlin) hervor, die ebenfalls Schauspielerin wurde.
Käte Jaenicke verbrachte ihren Lebensabend in einem Münchner Altersheim und starb dort am 1. November 2002 im Alter von 79 Jahren. Ihr Grab befindet sich auf dem Münchener Ostfriedhof.

## Filme und Fernsehauftritte (Auswahl)
- 1959: Das blaue Meer und Du
- 1959: Der letzte Fußgänger
- 1959: Marili
- 1960: Willy, der Privatdetektiv
- 1960: Ich schwöre und gelobe
- 1960: Die Firma Hesselbach
- 1961: Unser Haus in Kamerun
- 1961: Davon träumen alle Mädchen
- 1961: Heute gehn wir bummeln
- 1962: Tunnel 28
- 1962: Alle meine Tiere
- 1965: Seraphine oder Die wundersame Geschichte der Tante Flora
- 1965: Gewagtes Spiel – Das Geheimnis von Scheferloh
- 1965–1966: Unser Pauker (TV-Serie)
- 1966: Brille und Bombe: Bei uns liegen Sie richtig!
- 1966: Sie schreiben mit – Der Unterschied
- 1968: Das Kriminalmuseum – Die Postanweisung
- 1968: Der Unfall
- 1970: Wir – zwei
- 1970: Das kann doch unsren Willi nicht erschüttern
- 1970: Mord im Pfarrhaus
- 1971: Drüben bei Lehmanns – Besuch aus dem Süden
- 1971: Doppelgänger
- 1972: Kleinstadtbahnhof
- 1973: Neues vom Kleinstadtbahnhof
- 1973: Hamburg Transit: Das Abenteuer (Fernsehserie)
- 1973: Lokaltermin: Der Pechvogel (Fernsehserie)
- 1974: Am Weg
- 1975–1991: Derrick (11 Folgen)
- 1978: Holocaust – Die Geschichte der Familie Weiss
- 1978: Drei Damen vom Grill (2 Folgen)
- 1979: Jauche und Levkojen (Mehrteiler)
- 1979: Nachbarn und andere nette Menschen
- 1979: Die Blechtrommel
- 1980: Nirgendwo ist Poenichen (Mehrteiler)
- 1980–1986: Der Alte (6 Folgen)
- 1981–1988: Polizeiinspektion 1 (5 Folgen)
- 1982: Meister Eder und sein Pumuckl (Fernsehserie) (1 Folge)
- 1982: Tatort – Wat Recht is, mutt Recht bliewen
- 1984: Abschied in Berlin
- 1985: Bittere Ernte
- 1988: Ein Fall für zwei – Man lebt nur einmal
- 1989: Gummibärchen küßt man nicht
- 1989–1990: Spreepiraten
- 1992: Die große Freiheit

## Hörspiele (Auswahl)
- 1954: Peter Hacks: Tiere sind auch Menschen. Neue Fabel (Grille) – Regie: Walter Knaus (SDR)
- 1958: Dieter Meichsner: Auf der Strecke nach D. – Regie: Curt Goetz-Pflug (Hörspiel – SFB)
- 1963: Hans Kasper: Die Flöte von Jericho (Frau Manchon) – Regie: Wolfgang Spier (RIAS Berlin)
- 1971: Peter Stripp: Urlaub (Frau Schreiber) – Regie: Volker Kühn (SFB)
- 1991: Celia Fremlin: Seereise (Lorna) – Regie: Marina Dietz (BR)